# 房思安
房思安（？—？），东清河郡绎幕县（今山东省淄博市博山区）人，祖籍清河郡东武城县（今河北省衡水市故城县），刘宋、北魏官员。

## 生平
泰始三年（467年），房思安的堂兄弟房法寿向北魏投降，北魏朝廷任命房思安為乐陵郡太守，以安抚他们初来归附之心。房思安有勇气和力量，获赐爵西安子，出任建威将军、北平郡太守，升任大司马司马、齐州武昌王府司马。魏孝文帝元宏南征，征召房思安出任步兵校尉、直阁将军、中统军。房思安善于安抚士卒，魏孝文帝很赞赏他。北魏平定汉阳后，房思安再次出任武昌王司马，兼任东魏郡太守，加宁朔将军，改爵位为清河子，在任内去世，儿子房敬宝继承爵位。

## 家庭

### 兄弟
- 房幼安，北魏高密郡太守

### 子女
- 房敬宝，北魏宁远将军、清河子